# 涂廉鍔
涂廉鍔，江蘇省常州府金匱縣人，清朝政治人物、同進士出身。

## 生平
光緒二年（1876年），參加丙子恩科會試，得貢士第92名。殿試登進士三甲第11名。同年五月（6月3日），改庶吉士。光緒三年四月（1877年6月9日），散館，授翰林院檢討。